# Jusan Bank
Die First Heartland Jusan Bank (bis 2019 Tsesnabank) ist ein Kreditinstitut aus Kasachstan mit Sitz in Almaty. Sie ist an der Kasachischen Börse gelistet.

## Geschichte
Das Kreditinstitut wurde am 17. Januar 1992 als Tsesnabank (Цеснабанк) in Aqmola gegründet. Zwei Jahre später wurde die Bank Mitglied im Kazakhstan Interbank Currency Exchange. Im Jahr 2000 wurde sie ein Mitglied des Kazakhstan Deposit Insurance Fund.
Im Jahr 2003 ging die Tsesnabank an die Kasachische Börse. Sie wurde zudem 2004 assoziiertes Mitglied der VISA International Service Association. Im November 2007 eröffnete die Bank eine erste Filiale in der russischen Hauptstadt Moskau.
Im Februar 2019 erwarb die Holdinggesellschaft First Heartland Securities (FHS) 99,5 Prozent der Anteile an der Tsesnabank. FHS wiederum untersteht der Nasarbajew-Universität. Infolge der Übernahme wurde der Name der Bank im April 2019 in First Heartland Jýsan Bank geändert; der Markenauftritt erfolgt nur als Jusan Bank. Außerdem wurde der Firmensitz von Astana nach Almaty verlegt. Im Juni wurde auf einer Mitgliederversammlung die Fusion mit der First Heartland Bank, einem anderen Tochterunternehmen von FHS, beschlossen; diese wurde im September abgeschlossen.